# 托瓦山
托瓦山（Thuwa），是玻利維亞的山峰，位於該國西南部波托西省丹尼尔·坎波斯县，東面是烏尤尼鹽沼和曼查山、北面是哈魯馬山，屬於安第斯山脈的一部分，海拔高度5,063米。